# Meia de compressão

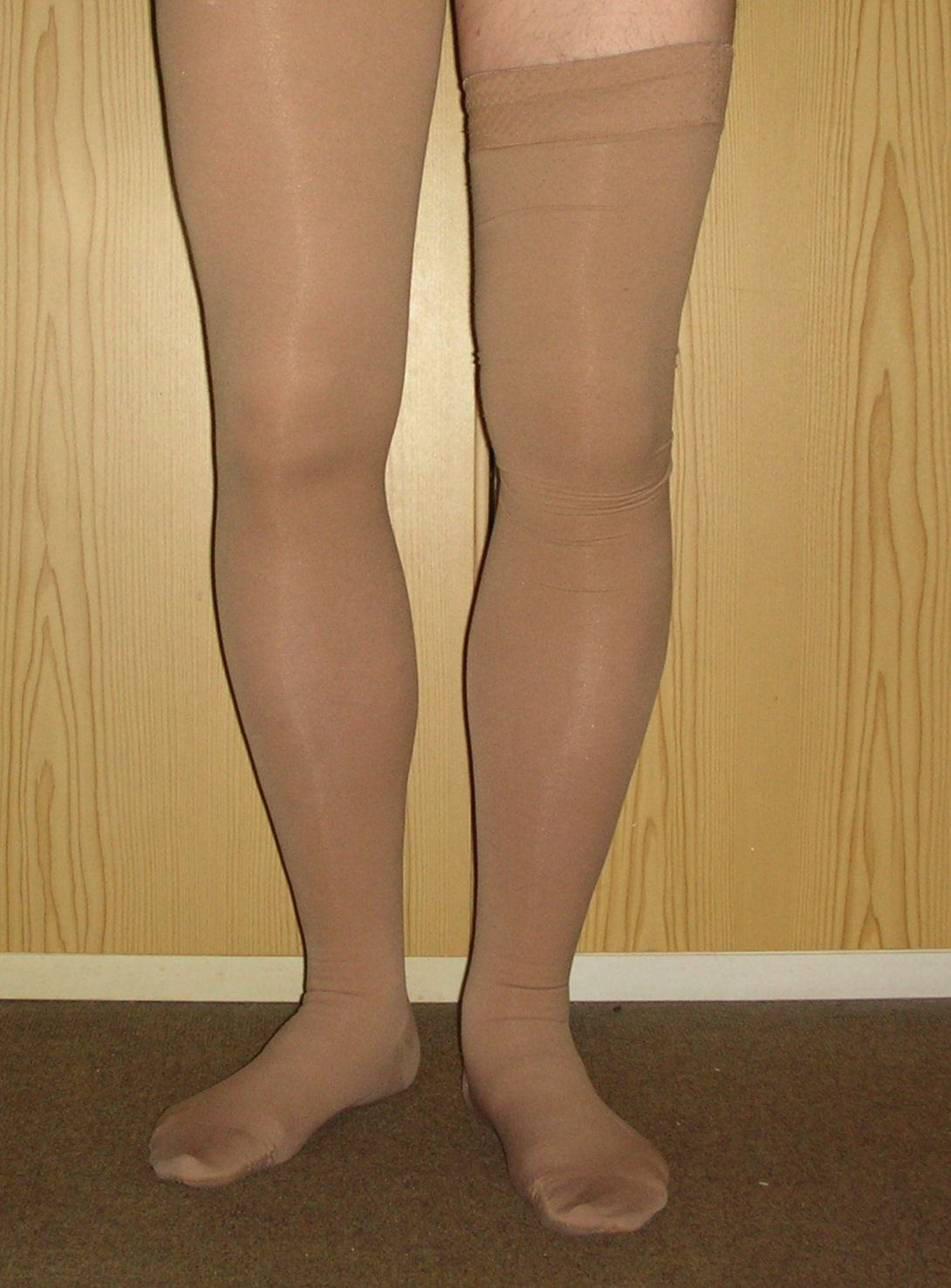
Meias de compressão

Meias de compressão são meias elásticas concebidas para prevenir a ocorrência ou a progressão de doenças venosas, como varizes, edema, flebite ou trombose. As meias comprimem a perna, diminuindo o diâmetro das veias, o que aumenta a velocidade de circulação do sangue e a eficácia das válvulas. A terapia de compressão ajuda a diminuir a pressão venosa, previne a estase venosa e lesões das paredes venosas e alivia a dor e pressão nas pernas. Por outro lado, o uso de meias de compressão está contra-indicado ou requer precaução em pessoas com doença arterial periférica obstrutiva avançada, flebite séptica, dermatite e neuropatia periférica avançada.